# Amphipteryx agrioides
Amphipteryx agrioides е вид водно конче от семейство Amphipterygidae.

## Разпространение
Видът е разпространен в Гватемала, Мексико и Хондурас.